# Vaunthompsonia inermis
Vaunthompsonia inermis är en kräftdjursart som beskrevs av John Todd Zimmer 1909. Vaunthompsonia inermis ingår i släktet Vaunthompsonia och familjen Bodotriidae.
Artens utbredningsområde är Sydgeorgien. Inga underarter finns listade i Catalogue of Life.